# Mimopydna sikkima
Mimopydna sikkima är en fjärilsart som beskrevs av Moore 1879. Mimopydna sikkima ingår i släktet Mimopydna och familjen tandspinnare. Inga underarter finns listade i Catalogue of Life.